# The Killer (1989)
The Killer (Hanzi: 喋血雙雄) is een Hongkongse misdaadfilm uit 1989 onder regie van John Woo.

## Verhaal
Jeffrey is een succesvolle huurmoordenaar. Wanneer hij tijdens een opdracht per ongeluk zangeres Jenny aan haar ogen verwondt, neemt hij haar onder haar hoede. Zijn werk ligt hem niet meer, maar hij neemt nog één grote opdracht aan om zo genoeg geld te verdienen om een oogoperatie voor Jenny te betalen. Helaas willen zijn opdrachtgevers hem, nadat hij zijn opdracht heeft uitgevoerd, uit de weg ruimen. Gelukkig krijgt hij hulp van zijn enige vriend Sydney en een inspecteur van de politie.
De film werd in 1990 genomineerd voor 6 Hong Kong Film Awards. Twee werden er gewonnen, waaronder beste regie.

## Rolbezetting
Hoofdpersonages:
| Acteur        | Personage          |
| ------------- | ------------------ |
| Chow Yun-Fat  | Ah Jong/Jeffrey    |
| Sally Yeh     | Jennie             |
| Kong Chu      | Sydney             |
| Danny Lee     | Inspecteur Li Ying |
| Kenneth Tsang | Tsang Yeh          |